# Eva Hengst
Eva Hengst (ur. 22 kwietnia 1983 w Amsterdamie) – holenderska wioślarka.

## Osiągnięcia
- Mistrzostwa Europy – Poznań 2007 – ósemka – 6. miejsce[1].